# Агадирский кризис
Агадирский кризис (фр. Coup d'Agadir) или Второй марокканский кризис (нем. Zweite Marokkokrise) — резкое обострение международных отношений накануне Первой мировой войны, в июне — октябре 1911, после оккупации французами марокканского города Фес, вследствие конфликта между Францией и Германией по вопросу о контроле над султанатом Марокко и разделе сфер влияния в Африке.

## История конфликта
Весной 1911 года вспыхнуло восстание в окрестностях столицы Марокко — Феса. Воспользовавшись этим, французы под предлогом восстановления порядка и защиты французских граждан в мае 1911 года оккупировали Фес. Стало ясно, что Марокко переходит под власть Франции.
Среди германских империалистов зрело убеждение, что вся марокканская политика Германии, начиная с Танжера, была ошибочной. Наиболее крайние империалистические круги уже начинали открыто нападать на своё правительство. Правительство Вильгельма II оказалось весьма чувствительным к этой критике. Оно решило попытаться поправить дело: получить от французов часть Марокко или в крайнем случае взять за переход Марокко к Франции хорошую плату, которую ещё в 1905 году предлагал немцам Рувье. Тогда Бюлов отказался от такой сделки, рассчитывая, что достигнет большего. Теперь в Берлине спохватились и весьма об этом сожалели.
Французы ещё в апреле предупреждали германское правительство, что для защиты европейцев они, возможно, временно введут свои войска в Фес. Кидерлен-Вехтер не протестовал; он только ядовито заметил, что не сомневается в лояльности Франции, но что «события часто бывают сильнее, чем это представляется». Они иногда приводят к последствиям, которых люди не предвидят. Кидерлен-Вехтер добавил, что если французские войска останутся в столице, о независимости марокканского султана, конечно, говорить уже не придётся. Следовательно, и Алхесирасский трактат фактически утратит силу. Тогда и Германия не будет считать себя больше связанной трактатом и возвратит себе свободу действий.
Вслед за тем Кидерлен предложил кайзеру оккупировать марокканские гавани Агадир и Могадор; заручившись этим приобретением, можно будет спокойно выжидать, что предложат французы. «Оккупация Феса, — писал Кидерлен,— подготовила бы поглощение Марокко Францией. Мы ничего не достигли бы протестами и потерпели бы благодаря этому тяжкое моральное поражение. Поэтому нам следовало бы обеспечить себе для предстоящих переговоров такой объект, который склонил бы французов к компенсациям. Если французы водворятся в Фесе из „опасения“ за своих соотечественников, то и мы вправе охранять наших соотечественников, которым угрожает опасность. У нас имеются крупные немецкие фирмы в Могадоре и Агадире. Немецкие корабли могли бы направиться в эти гавани для охраны этих фирм. Они могли бы совершенно спокойно оставаться там лишь для предотвращения предварительного проникновения других держав в эти важнейшие гавани южного Марокко». «Обладая таким залогом, мы могли бы спокойно следить за дальнейшим ходом событий в Марокко и ждать, не предложит ли нам Франция подходящих компенсаций в своих колониях, в обмен за что мы покинем обе эти гавани». Вильгельм II принял этот план.
Первые недели после захвата Феса берлинское правительство хранило загадочное молчание. Зато немецкая пресса бесновалась: она требовала то самых широких компенсаций в других колониях, то прямого раздела Марокко. Поведение Германии не могло не волновать Париж. Французская дипломатия, как и в 1905 году, стала осторожно сама заговаривать с Германией о компенсациях, например о постройке железной дороги из Германского Камеруна к реке Конго. Особенно добивался франко-германского соглашения министр финансов Кайо, вскоре ставший председателем Совета министров. Через неофициального агента, директора пароходной компании в Конго Фондере, заинтересованного в сотрудничестве с немецким капиталом, Кайо предлагал немцам часть территории Французского Конго. Чтобы продемонстрировать свою «незаинтересованность» в этих комбинациях, Кидерлен 15 мая уехал в месячный отпуск на курорт. Во время этого «отпуска» он разрабатывал план оккупации Агадира. Французский посол в Берлине Жюль Камбон, желая выяснить позицию Германии, решил отправиться к Кидерлену в Киссинген. Беседа с министром состоялась 21 июня. Камбон искал соглашения, говорил о компенсациях, но не скрыл от Кидерлена, что о прочном утверждении немцев в Марокко не может быть и речи. Кидерлен отмалчивался, давая понять, что ждёт конкретных предложений. «Привезите нам что-нибудь из Парижа», — сказал он, расставаясь с Камбоном, который собирался поехать во Францию.
Не дожидаясь возвращения Камбона, Кидерлен решил по-настоящему припугнуть французов. 1 июля 1911 года в Агадир прибыла германская канонерская лодка «Пантера». Следом за ней в марокканские воды шёл лёгкий крейсер «Берлин». «Прыжок „Пантеры“» взволновал весь мир. То была дерзкая провокация, которая уже пахла порохом.
9 июля напуганный Камбон снова явился к Кидерлену. Посол только что прибыл из Парижа. В донесении об этой встрече Кидерлен отметил, что у Камбона был встревоженный вид.
Камбон заявил, что появление в Агадире «Пантеры» его крайне изумило. Кидерлен развязно ответил, что если французы охраняют своих подданных в Фесе, то и немцы могут это делать в Агадире. Вообще же он советует лучше не сетовать на прошлое, а говорить о будущем. Камбон предложил продолжить разговор о компенсациях. Он назвал несколько возможных объектов: вопросы железнодорожного строительства в Турции, расширение немецкого участия в управлении Оттоманского долга и так далее, но Кидерлен пренебрежительно отклонял все эти «мелочи».
Разговор затянулся. Оба дипломата порой умолкали: ни один из них не хотел первым выступить с окончательным предложением. Наконец, в качестве возможного объекта компенсации было названо Французское Конго. Кидерлен дал понять, что об этом стоит поговорить. Но дальше этого разговор не пошёл. Осталось неясным, чего именно хочет Германия в Конго и какую долю готова предложить ей там Франция. Всё же Камбон понял, что на самое Марокко Германия не претендует и готова, по буквальному заявлению Кидерлена, предоставить там Франции  неограниченную свободу рук. Ко времени своей беседы с Камбоном Кидерлен уже знал, что Англия не допустит водворения Германии по соседству с Гибралтаром. Вероятно это обстоятельство и повлияло на его позицию. 15 июля Кидерлен, наконец, заявил Камбону, что Германия должна получить всё Французское Конго целиком. По сообщению Кидерлена Бетману, Камбон от ужаса и изумления «едва не упал навзничь». Французское правительство полагало, что от немецких вымогателей можно отделаться, бросив им какие-нибудь клочки своей колониальной добычи. Овладев собой, Камбон заявил, что отдать всё Конго Франция не может. После этого Кидерлен сообщил Бетману, что «для достижения благоприятного результата, очевидно, придётся выступить весьма энергично».
В этот момент на арене дипломатической борьбы появилась Англия. Ещё в начале июля Грей предупредил германского посла, что Англия не допустит утверждения Германии на западном побережье Марокко. 21 июля по поручению кабинета канцлер казначейства Ллойд Джордж публично выступил по марокканскому вопросу. Он заявил, что Англия не позволит решать этот вопрос без её участия. «Я готов, — продолжал Ллойд Джордж, — на величайшие жертвы, чтобы сохранить мир… Но если нам будет навязана ситуация, при которой мир может быть сохранён только путём отказа от той значительной и благотворной роли, которую Великобритания завоевала себе столетиями героизма и успехов; если Великобританию в вопросах, затрагивающих её жизненные интересы, будут третировать так, точно она больше не имеет никакого значения в семье народов, тогда — я подчёркиваю это — мир, купленный такой ценой, явился бы унижением, невыносимым для такой великой страны, как наша». Эти слова оказали желаемое действие. Речь Ллойд Джорджа вызвала вопли ярости в немецкой шовинистической печати. Но она напугала германское правительство. Бетман сообщил англичанам, что Германия вовсе и не претендует на западное побережье Марокко. С французами он повёл переговоры о компенсациях более скромного масштаба. После долгой торговли, в ноябре 1911 года, было, наконец, подписано франко-германское соглашение. Германия безоговорочно признавала Марокко находящимся под протекторатом Франции, а в обмен она получала лишь часть Французского Конго. Вместо большой и ценной колонии Германии пришлось удовольствоваться некоторым пространством тропических топей. Получилось, что немецкие империалисты подняли шум на весь мир, и только для того, чтобы в конце концов, испугавшись, удовольствоваться «клочком болот», по пренебрежительному выражению французского премьера Кайо.
Пожалуй, ни один международный кризис предшествовавших лет не вызывал такой волны шовинизма во всех странах, как агадирский инцидент. В Германии и пресса, и правительство, и кайзер пылали ненавистью к Англии. В Рейхстаге сообщение канцлера о договоре с Францией было встречено гробовым молчанием. Германские империалисты обвиняли своё правительство в трусости и неспособности отстоять интересы Германии. В той же атмосфере шовинизма выдвинулась во Франции кандидатура Пуанкаре, ставшего в начале 1912 года премьером, а затем и президентом республики. Главной целью нового президента была подготовка войны против Германии ради возвращения Эльзаса и Лотарингии. Такое же действие оказал агадирский кризис и на Англию, где усилилась антигерманская агитация.
Одним из важнейших последствий Агадира была целая серия мероприятий по усилению вооружений, проведённых всеми великими державами с начала 1912 года по лето 1914 года. Впереди всех в этой гонке вооружений шла Германская империя.